# Alpha (Nova Jérsei)
Alpha é um distrito localizado no estado americano de Nova Jérsei, no Condado de Warren.

## Demografia
Segundo o censo americano de 2000, a sua população era de 2482 habitantes.
Em 2006, foi estimada uma população de 2437, um decréscimo de 45 (-1.8%).

## Geografia
De acordo com o United States Census Bureau tem uma área de
4,5 km², dos quais 4,4 km² cobertos por terra e 0,1 km² cobertos por água.

## Localidades na vizinhança
O diagrama seguinte representa as localidades num raio de 8 km ao redor de Alpha.